# Reichsbank
Reichsbank era o Banco Central da Alemanha entre 1876 (logo após a fundação do Império Alemão) e 1948, quando deixou de existir, com a divisão da Alemanha.

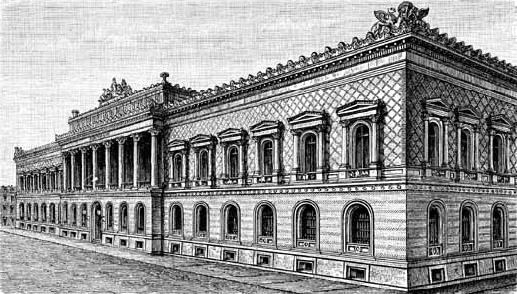
O Reichsbank circa 1900.

Antes da unificação num só Estado em 1871, a Alemanha tinha 31 bancos centrais, onde cada uma das regiões independentes possuía sua própria moeda. Em 1870 foi aprovada uma lei que proibia a formação de mais bancos centrais; três  anos depois o Reichstag aprovava uma lei criando um único Banco Central.
Até a I Guerra Mundial, o banco produzia uma moeda bastante estável, o Goldmark (marco de ouro). As despesas com a guerra causaram uma grande pressão inflacionária e  o marco começou a perder seu valor, o que acabou culminando na hiperinflação de 1922–1923, quando o marco se transformou em Papiermark (marco de papel); reformas econômicas e o lançamento de uma nova moeda provisória, o Rentenmark, conseguiram parar a sangria e estabelecer novo desenvolvimento econômico. Em 1924, o Reichsbank voltou a produzir o Reichsmark, o que continuaria até 1948, quando tanto o banco quanto a moeda deixariam de existir.
Entende-se que fora do domínio do banco central e da reforma monetária, as forças aliadas da II Guerra Mundial, incluindo os EUA, Grã-Bretanha, França e URSS, apropriaram-se de parte do ouro do Terceiro Reich, segundo Michel Chossudovsky, Professor emérito de economia da Universidade de Ottawa, Canadá; fundador e diretor do Centre for Research on Globalization (CRG), Montreal, Canadá; editor do site The Globalresearch.
E a partir de 1945, grandes quantidades de ouro do Terceiro Reich foram transferidas para a custódia dos governos militares. Parte deste ouro foi utilizada para financiar reparações de guerra. Em setembro de 1945, os Estados Unidos, a Grã-Bretanha e a França estabeleceram a Comissão Tripartite para a Restituição de Ouro Monetário (TGC, na sigla em inglês).
Na Alemanha Ocidental a política monetária passou a ser regida pelo Deutsche Bundesbank e, na Alemanha Oriental, pelo Staatsbank der DDR.